# Chrysichthys mabusi
Chrysichthys mabusi es una especie de pez de la familia Claroteidae en el orden de los Siluriformes.

## Morfología
• Los machos pueden llegar alcanzar los 41 cm de longitud total.

## Distribución geográfica
Se encuentran en África: cuencas de los ríos  Congo y  Lualaba.